# Idaea sericeata
Idaea sericeata là một loài bướm đêm trong họ Geometridae.